# 官话合声字母
官话合声字母是清末王照发明的一种以官话方言为基础的汉字笔画式的拼音文字。

## 结构
官话合声字母采用声韵双拼方式，通过点的位置表示声调。

## 參閲
- 三推成字法
- 中國切音新字